# Christiane Fournier
Christiane Fournier (1899-1980) est une romancière et journaliste française. Elle utilise également le pseudonyme Allen Grace.

## Biographie
D'une famille auvergnate, mais née à Dieppe, Christiane Lucie Gabrielle Fournier étudie la philosophie à Paris puis part aux États-Unis où elle obtient une maîtrise en psychologie à l'Université Northwestern (Illinois) en 1919. Elle est ensuite professeur de philosophie au lycée Victor-Hugo (Paris) et publie dans le journal Le Libertaire.
Fille d'officier, elle épouse Léopold Gilbert Barthélémy Pacaud[source insuffisante], officier d'infanterie, le 19 avril 1926 à Colombes. Ils partent ensuite s'installer en Indochine. Ils habitent d'abord au Tonkin puis à Saïgon où Christiane Fournier enseigne la philosophie, le français et l'anglais au Lycée Chasseloup-Laubat et au Lycée Paul Doumer. Elle dirige également l'Alliance française de Saïgon[réf. souhaitée].
Elle crée, en 1936, La Nouvelle Revue Indochinoise (NRI) dont elle est directrice jusqu'à son retour en France en 1938 ; cette revue, qui cessera de paraitre en 1940, vise à la circulation culturelle et l'identification et la promotion des auteurs francophones.
Elle s’engage pendant la guerre d’Algérie dans les équipes médico-sociales itinérantes (EMSI) associées aux Sections administratives spécialisées (SAS) de l’armée de Terre.

## Œuvres
- Rolland, Editions des Tablettes (1922)
- Adam, Ève et le serpent, Editions du Monde nouveau (1923)
- La Parabole du mariage, Editions du Monde moderne (1925)
- Moun, vierge folle, Editions Radot (1927)
- Chéris !… 2 scènes (1928)
- Le mirage tonkinois, Imprimerie d’Extrême Orient (1931)
- Homme jaune et femme blanche, E. Flammarion (1933)
- Le Roman de la mal-aimée, Editions de la Nouvelle revue critique (1934)
- Bébé colonial, Editions Berger-Levrault (1935)
- Perspectives occidentales sur l'Indochine, Nouvelle revue indochinoise (1935)
- Hanoï, escale du cœur, Nam-ky (1937)
- Le Lotus et le dragon, Editions de la Nouvelle revue indochinoise (1940)
- Le Bonheur peut-il revivre ?, Editions G. Ventillard (1941) sous le pseudonyme de Allen Grace
- Toi que j’aimais !, Editions G. Ventillard (1941) sous le pseudonyme de Allen Grace
- Le Sorcier de Sumerie, Société française d’éditions et de publications illustrées (1941) sous le pseudonyme de Allen Grace
- L’Exode de trois parmi les autres, Nguyen-Duc-Giang (1942)
- Contes pour Marie-Françoise. Le Merveilleux voyage de Babou, Jean-Renard (1942)
- La Pierre de longue vie, Société française d’éditions et de publications illustrées (1942)
- Le Mystère de la nuit sans lune, Société française d’éditions et de publications illustrées (1942)
- Margaret, Editions G. Ventillard (1942) sous le pseudonyme de Allen Grace
- Sauver son bonheur, Editions G. Ventillard (1942) sous le pseudonyme de Allen Grace
- Le Chevrotin du Bois-Fendu, Jean-Renard (1943)
- Le Lotus d’or, Ariane (1944)
- Feux de la Saint-Jean, Les Nouvelles presses françaises (1945)[5]
- Le Château des trois douves, Editions Fournier (1945) sous le pseudonyme de Allen Grace
- Les Petits Futaille, Editions des Deux-Rives (1946)
- Prok, fils du prisonnier Moï, Novos (1949)
- Les Lilas sont fleuris, La Baconnière (1951)
- Le Chien fou, P. Seghers (1952)
- Alerte aux prisons de femmes, André Martel  (1954)[6]
- Pilotes d’essai, André Martel (1954)
- La Promenade de Sophie, de Mirabelle et de Micador, Del Duca (1954)
- Nos pilotes de ligne, André Martel (1955)
- Religieuses de choc, Plon (1955)
- Ces avions sont français, André Martel (1956)
- Missionnaires de choc, Plon (1956)
- Miraculés de Lourdes, Plon (1957)
- Nous avons encore des héros, Plon (1957), préface du Maréchal Juin
- Filles du risque, Fayard (1958)
- Les EMSI, des filles comme ça ! choses vécues, Fayard (1959), préface de Guy Maurice Challe
- Nos enfants sont-ils des monstres ?, Fayard (1959)
- Le Christ et sa banlieue, Fayard (1960)
- Dialogues à Madagascar, Editions Fleurus (1961)
- Ces filles perdues, Editions du Centurion (1963)
- Qui êtes-vous, Tom Dooley ?, Fayard (1963)
- Des Gosses pas comme les autres, Au Fil d’Ariane (1964)
- S. O. S., il est urgent d’aimer, Editions S. O. S. (1964)
- Sourciers pour l’Afrique, Editions S. O. S. (1965)
- Dieu, connais pas !…, de Gigord (1966)
- J’ai vu, de Gigord (1966)
- Charles Goujon, pilote d’essais, Editions du Chalet (1967)
- Hommes de Boeing, A. Bonne (1969)
- Ma vie de reporter, A. Bonne (1969)
- On a volé mon âme, Editions de l’Iris (1970)
- Printemps pour les mal-aimées. S.O.S. Bethléem, Editions S. O. S. (1971)
- La Jungle est leur demeure, Editions Alsatia, Signe de Piste SSDP 28 (1972)
- Marie.un cœur dans le béton, Editions S. O. S. (1972)
- Christiane Fournier (1899-1980), Casimir, le garçon et le cheval sauvage, 1973 (lire en ligne)

- Christiane Fournier et undefined, La Famille mutilée, Éditions S.O.S., coll. « Collection Drames et espérance de vie », 1973 (lire en ligne)
- Des Médecins et des gens, Editions S. O. S. (1973)

## Prix littéraires
- 1958 Prix Général-Muteau — Nous avons encore des héros
- 1961 Prix Anaïs-Ségalas — Le Christ et la Banlieue
- 1974 Prix Amic — Des médecins et des gens